# Состасио (Удине)
Состасио је насеље у Италији у округу Удине, региону Фурланија-Јулијска крајина.
Према процени из 2011. у насељу је живело 127 становника. Насеље се налази на надморској висини од 644 м.